# بيسي راينر باركس
بيسي راينر باركس بيلوك (16 يونيو 1829- 23 مارس 1925)، إحدى أبرز النسويات والمدافعات عن حقوق المرأة في العصر الفيكتوري، شاعرة وكاتبة وصحفية.

## بداية حياتها
ولدت بيسي راينر باركس في مدينة برمنغهام الإنجليزية، وكان جدّها الأكبر العالم البارز والوزير التوحيدي جوزيف بريستلي (1733-1804). نشأت باركس ضمن أسرة محبّة وثرية تهتم بالناس والأفكار، حيث كان والدها جوزيف باركس (1796-1865) محامياً ناجحاً وليبرالياً منسجماً مع الراديكاليين، كما كان يدعم طموحات ابنته بشكل معتدل. أما والدتها فكانت إليزابيث راينر بريستلي (1797-1877) التي يُطلق عليها اسم «إليزا»، وهي زوجة وأم ولدت في مقاطعة نورثمبرلاند في ولاية بنسلفانيا ولذلك كانت تعتبر نفسها دوماً أمريكية، كما كانت تنظر إلى جدّها جوزيف بريستلي نظرة إعجاب وحب. أحبّت إليزابيث ابنتها بيسي بشدّة ولم تعارضها في أفكارها، على الرغم من أنها لم تكن متعاطفة مع رغبتها في تغيير وضع المرأة.
أُرسلت باركس إلى مدرسة داخلية توحيدية تقدّمية عندما كانت في سن الحادية عشر من عمرها، وهو أمر غير اعتيادي بالنسبة لفتيات من هذه الطبقة الاجتماعية، إلا أنها استمتعت بهذه الفترة من حياتها. نبع شغف باركس بالكتابة من الحياة الثقافية التي عاشتها في طفولتها، حيث كان والداها محتويين للفنون. كان شغفها الأول هو أن تعلّم نفسها الشعر، من ثم بدأت باستغلال مواهبها في مسيرتها كناشطة.

## نشاطها
أدركت باركس تدريجياً وضع المرأة غير العادل والمتناقض والعبثي في بريطانيا العظمى، وذلك على الرغم من وجود اختلاف كبير في الطبقة الاجتماعية التي كانت تنتمي إليها. حاولت في مسعاها الأول أن تغيّر من القوانين الملكية المقيّدة التي كانت تطبّق على النساء المتزوجات، وكان ذلك بالتعاون مع صديقتها باربرا بوديكون. بيّن الإحصاء السكاني الذي أجري في إنكلترا في عام 1831 أن باركس كانت تسكن في منزل باربرا بوديكون وعائلتها في تقاطع بيلهام التاسع في بلدة هيستينغز في مدينة ساسكس.
انضمّت باركس إلى مجموعة تدعى «لجنة خطاب السيدات لأخواتهنّ الأمريكيات حول العبودية» في عام 1853، حيث عملت مجموعة من النساء على تأمين 576,000 توقيع لعريضة مناهضة للعبودية في الولايات المتحدة. وفي ذات الوقت، بدأت باركس تأييدها لتعليم الفتيات حيث كتبت مقالة بعنوان «ملاحظات حول تعليم الفتيات». أعربت باركس في مقالتها هذه عن قلقها الناجم عن تقييد النساء بقلّة صغيرة من الوظائف، كما انتقدت المجتمع الذي تمتلك فيه النساء القليل من السلطة مقارنة بالرجال.
نقمت باركس أيضاً على التمييز بين «السيدات» و«النساء»، حيث تتجرّد «السيدات» من مكانتهنّ الاجتماعية في الطبقة الوسطى إذا اكتسبن المال بأنفسهن ولم يكن هناك إلا بعض الاستثناءات كالكتابة والرسم والتدريس والتي تندرج جميعها تحت مسمّى «مربيّة». بحلول نهاية القرن التاسع عشر، سُمح لنساء الطبقة المتوسطة بالحصول على تعليم حقيقي وتدريب للقيام بأعمال مدفوعة الأجر، ويعود الفضل في ذلك جزئياً إلى جهود باركس. أما نساء الطبقة العاملة فكنّ دوماً عنصراً من عناصر القوى العاملة سواء أردن ذلك أم لا.
تواصلت باركس وصديقاتها من الناشطات مع النساء في بلدان أخرى في أوروبا والولايات المتحدة، ما أضاف بعداً دولياً هاماً لجهودهن. في ستينيات القرن التاسع عشر، انتمت باركس إلى أول مجموعة نسائية تطالب بالحصول على حق النساء في التصويت.

## صداقاتها
ضمّت دائرة باركس الواسعة أصدقاء من الأدباء والسياسيين مثل جورج إليوت هارييت مارتينو وآنا جايمسون وإليزابيث باريت براونينغ، إضافة إلى روبرت براونينغ وباربرا بوديكون وإليزابيث بلاكويل ولورد مدينة شافتسبري وهربرت سبنسر. كما كانت صديقة أيضاً لرالف والدو إمرسون وإليزابيث غاسكل ووليم ثاكري وإليزابيث غاريت أندرسون وجون راسكين وهنري واردزورث لونغفيلو ودانتي جابرييل روزيتي. كانت أكثر صداقاتها أهمية هي علاقتها مع باربرا بوديكون، وذلك لأن جهودهما أثمرت أول حركة نسائية منظمة في بريطانيا.
كانت أقرب الصداقات التي كوّنتها باركس هي صداقتها مع زميلتها الناشطة باربرا بوديكون، حيث التقتا في عام 1846 وألهمت هذه الصداقة العديد من أعمال باركس. بعد رحلتهما في جميع أنحاء أوروبا، شعرت كلتاهما بإلهام عميق لمتابعة نشاطهما الذي استمرتا فيه لبقية حياتهما.

## جريدة المرأة الإنجليزية
غدت باركس المحررة الرئيسية لأول جريدة دورية بريطانية تحت عنوان «جريدة المرأة الإنجليزية»، حيث صدرت هذه الجريدة شهرياً في لندن بين عامي 1858 و1864. ألغيت المجلة لأسباب مالية وبسبب بعض النزاعات التي دارت بين رعاتها وكبار المساهمين فيها.
كانت باركس أحد مؤسسي «جريدة المرأة الإنجليزية» التي أصبحت فيما بعد منفذاً لمن يرغب بالمشاركة في حركة حقوق النساء. انبثق عن هذه الجريدة عدد من الفروع المتنوعة مثل جمعية النهوض بتوظيف المرأة ومطبعة فيكتوريا (بكادر عمل من النساء فقط) ومكتب نسخ القوانين، إضافة إلى «مجموعة لانغهام بلايس» التي اجتمعت فيها النساء بشكل غير رسمي بهدف مناقشة حياتهنّ والحصول على بعض الراحة. كانت الجريدة جزءاً مهماً من المجتمع وحركة حقوق النساء في إنجلترا لأنها قدّمت فرص عمل وتعليمًا للعديد من النساء دون أن يستطيع أحد أن يأخذها منهنّ.

### مطبعة فيكتوريا
أسست باركس مطبعة فيكتوريا كمشروع تجاري في عام 1860، وكان هدفه المساعدة في تعليم الفتيات. آمنت باركس إيماناً راسخاً بأهمية تدريب جميع الفتيات على بعض المهارات، لذا استخدمت المطبعة كي تعالج هذه القضية. لم تكن باركس على دراية بكيفية الطباعة عندما اشترت المطبعة، لذا عيّنت رجلاً كي يعلّمها ثم درّبت موظفاتها حول كيفية الطباعة.
غدت مطبعة فيكتوريا المطبعة الوحيدة التي تنشر «جريدة المرأة الإنجليزية» منذ عام 1869 وحتّى إغلاقها في عام 1864. كما طبعت المطبعة معاملات الرابطة الوطنية للنهضة بالعلوم الاجتماعية وغيرها من المنشورات التي تتوافق مع آراء باركس وسميث وبقية الموظّفات. نُقل عن لسان باركس أنها قالت لموظفاتها في المطبعة أن تعلّم مهنة كهذه كان «أحد أحلامها في الحياة».

## اعتناقها للرومانية الكاثوليكية
يعتبر اعتناق باركس للرومانية الكاثوليكية في عام 1864 جزءًا مهماً من قصة حياتها. نشأت باركس في منزل توحيدي متشدد، ولهذا كانت مطلعة على النصوص المقدسة منذ صغرها. وجدت باركس نفسها أكثر إيماناً بالمسيحية من ذي قبل بعد أن تقدّمت في العمر. في مقارنة بين أعمالها الشعرية الأولى والأخيرة، تبيّن أنها وضعت العديد من الإشارات الإنجيلية في الوقت التي كانت فيه توحيدية، لتصبح هذه الإشارات أكثر بروزاً مع تقدّمها في السن.
تابعت باركس أحداث حركة أوكسفورد وأعجبت بالعمل الاجتماعي الذي قامت به الراهبات الكاثوليكيات. عرفت باركس ثلاثة كرادلة بشكل شخصي وذكرتهم في كتاباتها.

## زواجها وأطفالها
وقعت باركس في حب الشاب الفرنسي لويس بيلوك الذي لم يكن بحالة صحية جيدة، وذلك عندما كانت تبلغ من العمر 38 عاماً، وكان لويس بيلوك ابن إحدى النساء البارزات لويز سوانتون بيلوك. قابلت باركس زوجها في رحلة إلى قصر لاسيل سان كلو، حيث كانت برفقة صديقتها باربرا سميث (التي تعرف الآن باسم بوديكون). لم يكن لويس بيلوك رجلاً ذا صحة جيدة عندما التقيا، حيث كان مشخّصاً بالتهاب دماغي غير محدد. تزوّجا في 19 سبتمبر من العام 1867 في كنيسة سان جيمس الكاثوليكية في لندن. كتبت ابنتهما في مذكّراتها «أنا أيضاً عشت في أركاديا» (يحمل العنوان إشارة للوحة «حتّى في أركاديا، ها أنا ذا») عن زواجهما الذي استمر لخمس سنوات في فرنسا. حملت باركس بسرعة وأنجبت طفلين يتمتّعان بصحة جيدة، إلا أنها تعرّضت لإجهاض واحد. عاصرت الأسرة الحرب الفرنسية البروسية وتأثرت بها تأثراً شديداً على النطاق المادي.
توفيّ زوجها فجأة نتيجة ضربة شمس في عام 1872. عادت باركس إلى إنجلترا بعد وفاة زوجها، ومن ثم توفيت في عام 1925 بعمر يناهز 95 عاماً.

## أعمالها المنشورة
نشرت باركس أربعة عشر كتاباً؛ كتبت شعراً ومقالات وسيراً ذاتية ومذكّرات، كما كتبت عن السفر وأدب الأطفال والمراهقين. كتبت أيضاً كتيّباً مهماً حول حقوق المرأة، إضافة إلى الكثير من المقالات. لاقت معظم أعمالها الأدبية نجاحاً كبيراً في حياتها، كما أعجب بشعرها كل من جون راسكن وهنري وارزورث لونغفيلو.